# Divisione No. 3 (Terranova e Labrador)
La Divisione No. 3 è una divisione censuaria di Terranova e Labrador, Canada di 17.686 abitanti.

## Comunità
- Town

Belleoram, Burgeo, Burnt Islands, Channel-Port aux Basques, Gaultois, Harbour Breton, Hermitage-Sandyville, Isle aux Morts, Milltown-Head of Bay d'Espoir, Morrisville, Pool's Cove, Ramea, Rencontre East, Rose Blanche-Harbour le Cou, Samiajij Miawpukek (riserva indiana), Seal Cove (Fortune Bay), St. Alban's, St. Jacques-Coomb's Cove